# Juan Carlos Santurde
Juan Carlos Santurde San José (Santander, 11 de junio de 1971) es maestro nacional de aikido y defensa personal. Cofundador y presidente de la Asociación Takemusu de Aikido Tradicional en España que preserva el estilo de Iwama Ryu a nivel nacional. Actualmente es el director técnico de la escuela de Aikido Cantabria. En 2018 se convirtió en el español más joven en obtener el 6.º Dan.

## Biografía
Licenciado en Geografía e Historia por la Universidad de Cantabria, actualmente ejerce como agente forestal para el Gobierno de Cantabria y es director técnico de la asociación de Aikido Cantabria.
Comenzó a practicar aikido a la edad de 12 años, estudiando con diferentes maestros siendo los más importantes Ethan Weisgard, Daniel Toutain y Paolo Corallini, maestros del Aikido Tradicional o estilo Iwama, un estilo de aikido que enseñaba Morihiro Saitō en su dojo de Iwama, quien fuera discípulo directo de Morihei Ueshiba, el fundador del aikido.

## Trayectoria profesional
En el 2000 creó la escuela Aikido Cantabria que es una escuela de aikido tradicional y defensa personal, para difundir la enseñanza del aikido, su filosofía y sus valores. Actualmente es su director técnico.
En el 2008 creó la asociación de Aikido Infantil en Cantabria para introducir esta práctica tanto en las escuelas municipales como actividad extraescolar en los colegios. En ese mismo año, comenzó a colaborar con el Gobierno de Cantabria para impartir cursos de resolución de conflictos verbales, aikido y defensa personal a los funcionarios de los diferentes cuerpos de la administración pública para evitar conflictos en la atención con los ciudadanos.
En el 2015 fundó la Asociación Takemusu de Aikido Tradicional en España. En el 2018 obtuvo el 6.ª Dan de aikido, siendo el español más joven en conseguirlo.
Actualmente compagina su profesión como agente forestal del Gobierno de Cantabria con su actividad en la difusión y enseñanza del aikido y la defensa personal a nivel nacional.